# Tempesta tropical Harvey (2005)
Tempesta tropical Harvey va ser una forta tempesta tropical a l'oest de l'Oceà Atlàntic durant l'agost de la temporada d'huracans de l'Atlàntic de 2005. Harvey va ser la vuitena tempesta declarada en la temporada rècord.
La tempesta tropical Harvey es formà fruit d'una ona tropical al sud-oest de les Bermudes el 2 d'agost i passava prop de les illes Bermudes el 4 d'agost, deixant fortes pluges a l'illa. Després que es desplacés a l'est més enllà de les Illes Bermudes, Harvey assolia la seva intensitat màxima abans que la tempesta virés en direcció nord-est. Harvey esdevingué una tempesta extratropical forta el 8 d'agost i perdurà diversos dies més per l'Atlàntic central.
Causà danys negligibles.